# Григоренко Надія Іванівна
Надія Іванівна Григоренко (Григоренкова) (1917—2004) — бригадир відкатників шахти ім. XX років РСЧА тресту «Шахтантрацит», місто Шахти (Ростовська область).
Герой Соціалістичної Праці (1960), єдина жінка у вугільній галузі, удостоєна цього високого трудового звання.

## Біографія
Народилася 17 вересня 1917 року в селі Смаглеївка (нині — Кантемирівського району Воронезької області) в селянській родині. Закінчила сільську школу.
У 1936 році прийшла працювати на шахту «XX років РСЧА» в місті Шахти коногоном — возила під землею вугілля на конях.
З початком військових дій Другої світової війни жінки і люди старшого віку замінили чоловіків, які пішли на фронт. Надія Іванівна почала працювати наваловідбійницею, показуючи приклад героїчної і самовідданої праці. За 12-годинну зміну накидала вручну 30 тонн вугілля при плані 3,2 тонни. Після звільнення території працювала на відбудові зруйнованих шахт.
Після війни продовжувала працювати на шахтах міста Шахти бригадиром відкатників, брала активну участь у громадській роботі. Закінчила гірничий технікум, працювала майстром.
У 1960-х Н.І. Григоренко вийшла на пенсію. Жила в місті Шахти. Померла 18 жовтня 2004 року.

## Нагороди та Звання
- Указом Президії Верховної Ради СРСР від 7 березня 1960 року удостоєна високого звання Героя Соціалістичної Праці з врученням ордена Леніна і медалі «Серп і Молот» (як бригадир відкатників шахти «XX років РСЧА» тресту «Шахтантрацит»).
- Нагороджена орденом Трудового Червоного Прапора, двома орденами шахтарської слави, медалями «За відновлення вугільних шахт Донбасу», «За доблесну працю»[2].
- Присвоєно звання «Почесний громадянин міста Шахти» рішенням № 447 45-го засідання Шахтинської міської Думи від 27 квітня 2000 року (за ударну працю у вугільній галузі та видатні заслуги перед містом та Вітчизною)[2].